# عبد الرحيم المنياري
عبد الرحيم المنياري (مواليد 2 يوليو 1968) هو ممثل مغربي، يعد من نجوم التلفزيون المغربي، حيث قدم عدة أعمال شهيرة من بينها فيلم المنسيون ومسرحية شوف تشوف سنة 1997، كما أنه يقوم ببطولة السلسلة التوجيهية «مداولة»، وفاز بجائزة أحسن ممثل في مهرجان روتردام عن دوره في فيلم المنسيون.
اشتهر المنياري بأدائه لدور «الشخصية الشريرة» في عدة أفلام ومسلسلات، وذلك لأن ذلك النوع من الأدوار يستهويه.

## أعماله

### مسرحيات
- 1997: شوف تشوف

### مسلسلات
- مداولة
- 2001: الهاربان
- 2002: الكمين
- 2002: خلخال الباتول
- 2004: سير حتى تجي
- 2004: موعد مع المجهول
- 2013: دموع الرجال
- 2017: حديدان في كليز
- 2023: كاينة ظروف

### أفلام
- 2007: أركانة
- 2010: المنسيون
- 2021: جرادة مالحة
- 2023: لاعب الشطرنج

## روابط خارجية
- عبد الرحيم المنياري على موقع imdb